# Цеппелин, Фердинанд фон
Граф Фердинанд Адольф Генрих Август фон Цеппелин (нем. Ferdinand Adolf Heinrich August Graf von Zeppelin; 8 июля 1838[…], Констанц — 8 марта 1917[…], Берлин) — немецкий изобретатель и военный деятель, конструктор многочисленных дирижаблей.

## Биография
Фердинанд фон Цеппелин родился 8 июля 1838 года в дворянской семье в городе Констанц. Его отец Фридрих Вильгельм Иероним Карл, граф фон Цеппелин (1807—1886), состоял на государственной службе судебным приставом, при этом торговал хлопковыми облигациями, был женат на Франсуазе Амелии Полине Макер д’Оггер (1816—1852), дочери богатого швейцарского торговца индиго. Под наблюдением своего дяди, Каспара Макера, мальчик получил весьма разностороннее домашнее образование. В 1855 году, когда ему не исполнилось ещё 17 лет, он поступил в кадетское училище в Людвигсбурге. В 1858 году ему было присвоено звание лейтенанта. В этом же году он поступает на курсы в городе Тюбингене, где изучает общественно-политические науки, машиностроение и химию.
В 1863 году Цеппелин приезжает в США в качестве военного наблюдателя (в это время шла гражданская война между Севером и Югом). Здесь ему впервые довелось подняться на воздушном шаре. Это событие повлияло на всю его дальнейшую жизнь: именно после этого он решил заняться проблемами воздухоплавания.
Вернувшись на родину, он продолжил военную службу; воевал в рядах прусской армии во время прусско-австрийской и франко-прусской войн. В 1870—1871 гг., во время франко-прусской войны, служа кавалерийским офицером, Цеппелин прославился как хороший разведчик. Для своей деятельности он использовал воздушные шары, с их помощью наблюдая за позициями и действиями противника.

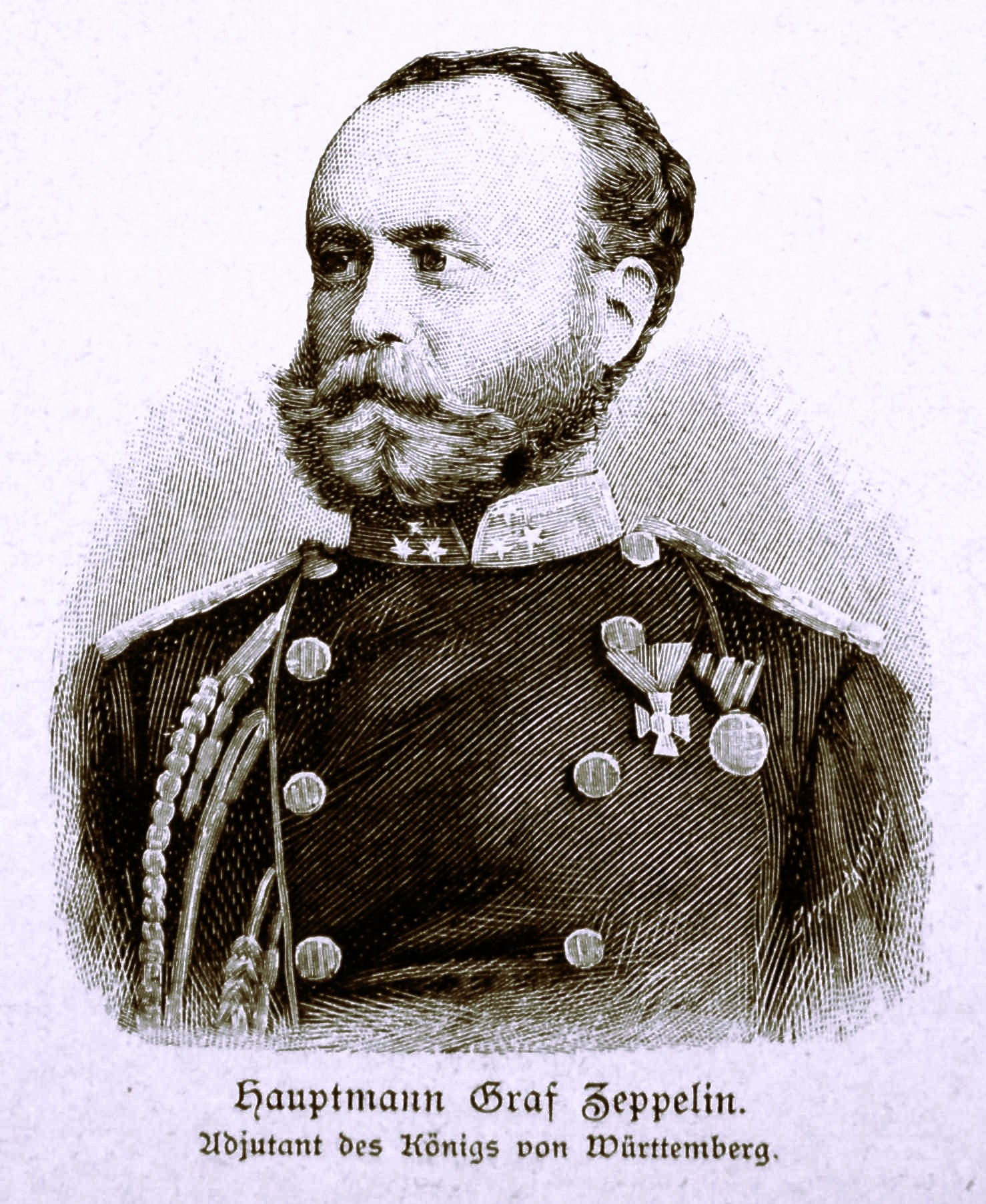
Фердинанд фон Цеппелин — адъютант короля Вюртембергского

Начиная с 1874 года, Цеппелин постоянно работал над проектами воздухоплавательных аппаратов. Тогда же ему было присвоено звание майора, в 1884 году — полковника. В 1887 г. он предоставил меморандум с изложением своих идей королю Вюртембергскому. В этом меморандуме он излагал план построения больших летательных аппаратов для использования их как в военных, так и в гражданских целях (в частности, в качестве почтового транспорта). Однако меморандум подвергся решительной критике со стороны военных и научных кругов. Тем не менее, в 1888 году фон Цеппелин получил звание адъютанта короля Вюртембергского.

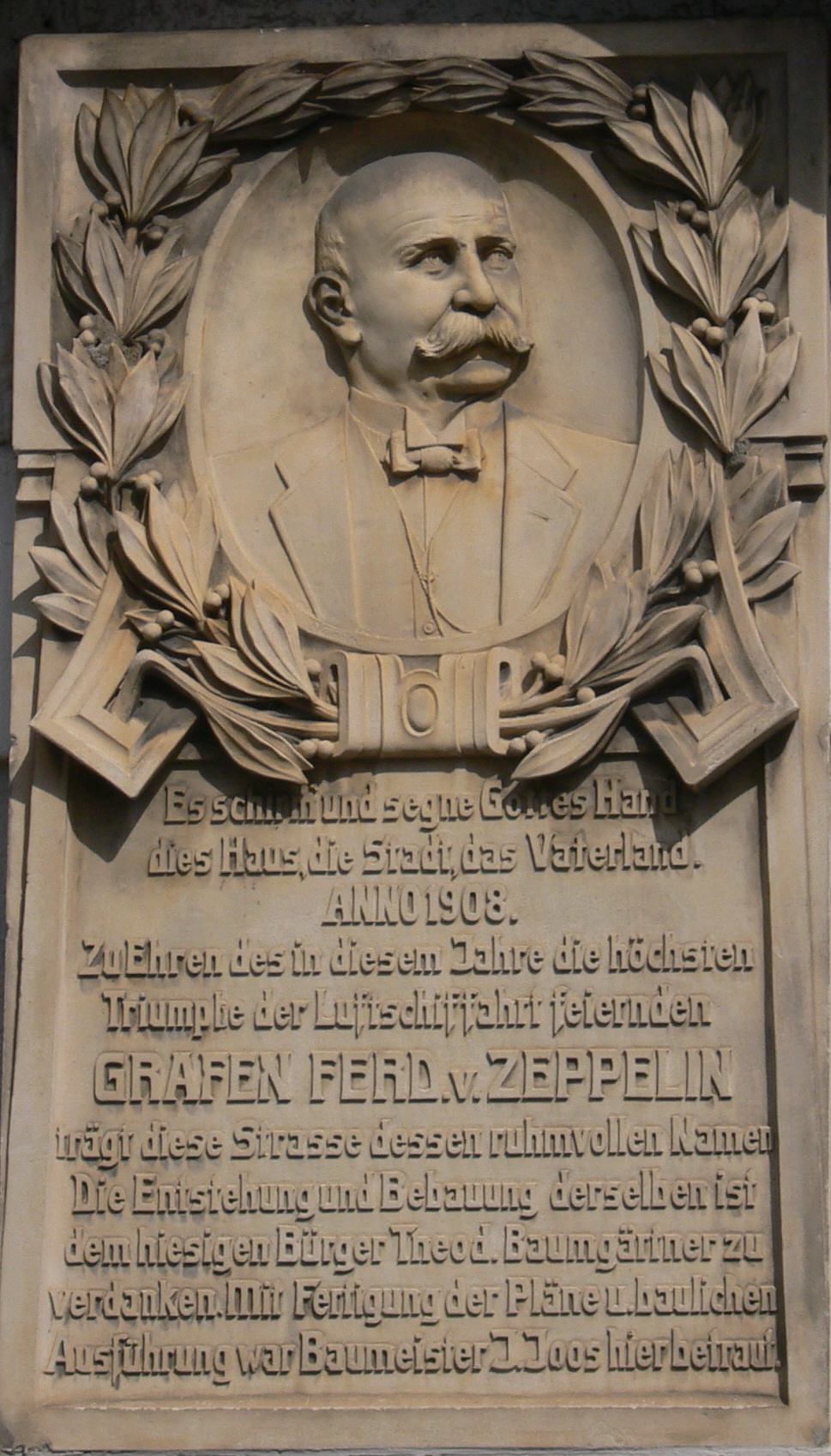
Памятный знак, посвящённый Ф. фон Цеппелину на Цеппелин-штрассе в Вайнгартене, Баден-Вюртемберг, Германия.

В 1891 году фон Цеппелин оставил военную службу (в чине генерал-лейтенанта), окончательно решив заняться конструированием дирижаблей. С его точки зрения, будущее в воздухоплавании должно было быть не за аэростатами, а за большими дирижаблями. Главный упор в своей деятельности он сделал на организационных моментах, понимая, что не обладает достаточными познаниями в области конструирования. Проекты фон Цеппелина поначалу подвергались острой критике и насмешкам, так, в 1894 его проект составного «воздушного поезда» из соединённых между собой аэростатов был удостоен ряда нелестных оценок со стороны специалистов. Тем не менее, в 1895 году он получил на него патент.
В 1896 году, однако, Цеппелин был принят в ряды Союза немецких инженеров (нем. Verein Deutscher Ingenieure (VDI)); комиссия позитивно оценила его работы. В 1898 году он основал «Акционерное общество содействия воздухоплаванию» (нем. Aktiengesellschaft zur Förderung der Luftschiffahrt) с основным (базовым) капиталом в 800 000 золотых марок.
2 июля 1900 года в воздух поднялся первый управляемый летательный аппарат Цеппелина — LZ1. Запуск был произведён около Манцеля, в районе Боденского озера. Несмотря на многочисленные прогнозы о безуспешности затеи, эксперимент прошёл удачно, и аппарат Цеппелина продемонстрировал свою полную управляемость.
Несмотря на то, что первые три полёта прошли успешно, Цеппелину пришлось пойти на ликвидацию своей компании, так как к этому моменту у неё закончились денежные средства; Союз инженеров (VDI) также не захотел оказать финансовую поддержку. Работы продолжились лишь несколько лет спустя, после того, как финансовую помощь оказал король Вильгельм II Вюртембергский.
В январе 1906 начались испытания нового аппарата — LZ2. Несмотря на то, что старт прошёл успешно, через некоторое время Цеппелину пришлось приземлиться неподалёку от Альгоя из-за неполадок с мотором. На земле Цеппелин начал ремонтировать мотор, однако начавшийся ураган серьёзно повредил аппарат, так что последний уже не подлежал восстановлению.
В октябре того же, 1906 года, в небо поднялся третий по счёту летательный аппарат Цеппелина — Z1, построенный им за собственный счёт. Испытания прошли успешно. В связи с этим правительство Германии выделило средства на строительство нового ангара взамен старого. В январе 1908 года после ряда успешных испытаний Z1 был приобретён военным ведомством.
Весной 1908 года он пролетел на своём очередном дирижабле 1100 км за 38,5 ч. За свои достижения он был приглашён на торжественный обед в резиденции кайзера Вильгельма II. Летом начались испытания нового аппарата — LZ4. Он пролетел через всю Швейцарию, а потом вернулся обратно в Германию. Однако незадолго до окончания триумфального полёта, о котором говорил уже весь мир, произошёл взрыв газа, разрушивший аппарат. Только пожертвования из разных источников, составившие в общей сумме более 5,5 млн марок, позволили Цеппелину продолжить работы и основать собственную фирму Luftschiffbau Zeppelin GmbH.
В течение короткого времени он провёл ряд очередных испытаний своих дирижаблей. Его успехи привлекли пристальное внимание со стороны военных ведомств, и ими было закуплены три аппарата класса «Саксония» (нем. «Sachsen»), после того, как один из них пролетел расстояния от Вены до Бадена менее, чем за 8 часов. В октябре 1912 года ВМФ был куплен аппарат L-1 для испытания его возможностей в совместной работе с флотом. Дирижабль содержал 20 000 м³ закачанного внутрь водорода и мог совершать длительные перелёты на большие расстояния — из Фридрихсхафена на Гельголанд, то есть через всю Германию. В следующем, 1913 году, ВМФ был закуплен ещё один аппарат — L-2. Он имел ещё бо́льший объём (27 000 м³) и обладал мотором мощностью в 180 лошадиных сил.
Но дирижабли Цеппелина применялись не только в военных, но и в гражданских целях. Так, к 1914 году было совершено 1588 полётов, во время которых были перевезены 34 028 пассажиров.
Во время Первой мировой войны дирижабли Цеппелина применялись германским военным командованием для участия в боевых операциях, в первую очередь, для разведки: аппараты могли подолгу висеть в облаках, оставаясь незамеченными противником. Правда, они показали свою уязвимость перед артиллерийскими орудиями (их скорость и маневренность были явно недостаточными для того, чтобы избегать поражений снарядами). Тем не менее, Цеппелин продолжал работу над дирижаблями до самой своей смерти, которая наступила в марте 1917 года.

### Семья
Был женат на уроженке Российской империи баронессе Изабелле фон Вольф (1846—1922), происходившей из дворян юго-восточной Ливонии. В браке родилась единственная дочь — Хелена (Хелла) фон Цеппелин (1879—1967), которая вышла замуж в 1909 году за Александра фон Брандштейна (1881—1949). Двоюродная сестра Изабеллы, София фон Вольф (1840—1919), вышла замуж за младшего брата Цеппелина, Эберхарда (1842—1906), историка, банкира и хозяина гостиничного бизнеса, супруги имели четырёх сыновей. Потомки графа Цеппелина по женской и мужской линиям здравствуют по сей день.

## Летательные аппараты

### LZ-1

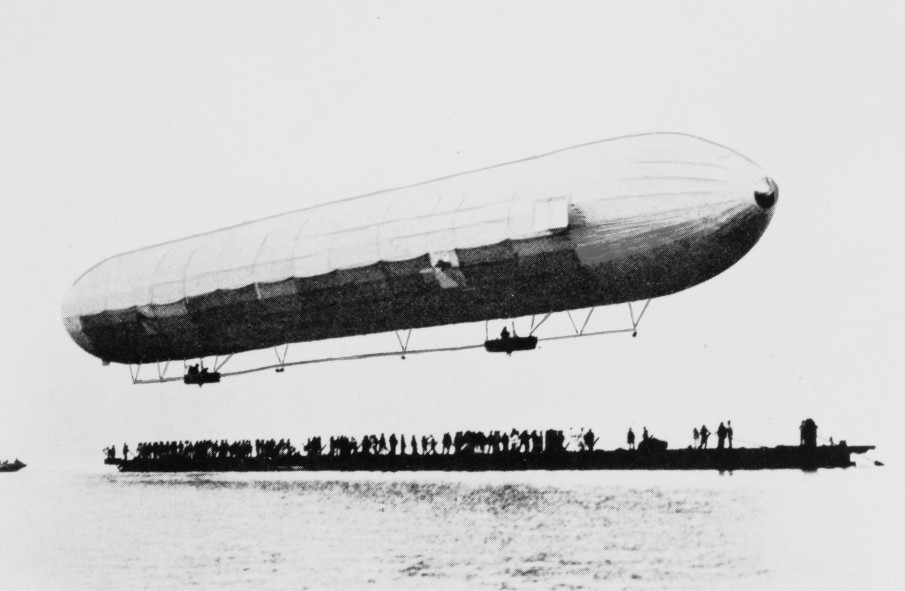
Первый летательный аппарат фон Цеппелина — LZ-1.

Первый летательный аппарат, построенный Цеппелином (LZ-1 — от немецкого Luftschiffbau Zeppelin, «Воздушный корабль Цеппелина») был дирижаблем с жесткой конструкцией корпуса и имел сигарообразный корпус длиной 128 и диаметром 11,7 м. Центральная часть имела длину 96 метров и представляла собой 24-гранный «цилиндр». Носовая и кормовая оконечности были одинаковы по размерам, имели эллипсовидную форму и длину 16 метров. Каркас дирижабля набирался из легких коробчатых ферм, склепанных из алюминиевых полос с проштампованными отверстиями. Каркас состоял из 16 поперечных силовых кольцеобразных ферменных шпангоутов, соединённых между собой стрингерами. Шпангоуты расчаливались между собой тросами и образовывали поперечные перегородки, делившие корпус на 17 отсеков. Каркас обтягивался хлопчатобумажной тканью покрытой лаком. В 15 отсеках длиной 8 метров и двух длиной 4 метра находились шарообразные баллоны с водородом, общим объёмом 11 300 м³. Газовые баллоны изготавливались из однослойной хлопчатобумажной прорезиненной ткани, пропитанной для уменьшения газопроницаемости лаком и имели предохранительные клапаны. Также было ещё пять клапанов, предназначенных для маневрирования дирижаблем. Они использовались при спуске для стравливания водорода.
Дирижабль был снабжён двумя моторами, изготовленными фирмой «Даймлер». При этом их общая мощность составляла всего 16 лошадиных сил, и они позволяли развивать скорость до 21,6 км/ч (или 6 м/с). Снизу к дирижаблю крепились две гондолы (имевшие общий вес 220 кг, когда они были пустыми), соединённые друг с другом мостиком длиной 50 м, жёстко укреплённым под каркасом.

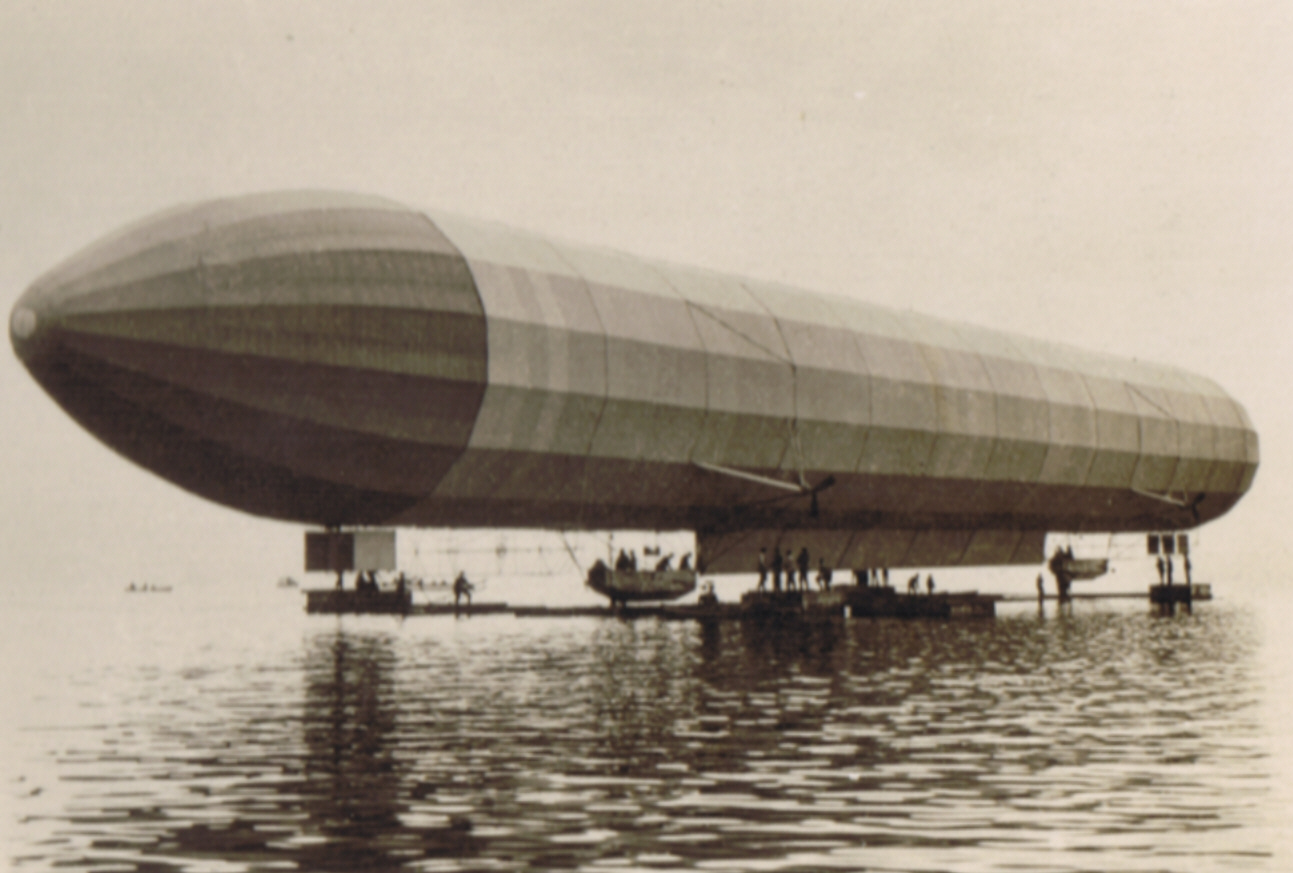
Дирижабль LZ2 (1905 г.).

Во время первого испытания, состоявшегося 2 июля 1900 года, имели место различные неполадки, которые не позволили показать все возможности LZ-1. Только в октябре 1900 года были совершены второй и третий полёты дирижабля, который смог достичь скорости 28,1 км/ч.

### LZ-2 и LZ-3
В начале 1906 года фон Цеппелин поднял в воздух свой второй аппарат — LZ2. По сравнению с первым дирижаблем, в новом каркас был прочнее и одновременно легче, при этом аппарат был снабжён двумя моторами мощностью 85 л. с. каждый. Дирижабль был снабжён четырьмя трёхлопастными воздушными винтами. Попытка первого полёта состоялась в ноябре 1905 года, однако при выводе из плавучего эллинга аппарат упал носом в воду, после чего его отнесло к швейцарскому берегу. Первый настоящий полёт имел место в январе 1906 года, однако и он оказался неудачным: сильным ветром дирижабль начало относить в сторону суши; сначала вышел из строя передний руль направления, а затем ещё и один из двигателей. Цеппелину удалось успешно приземлиться, однако ввиду того, что обратно в эллинг загнать аппарат не удалось, последний был оставлен под открытым небом и ночью был разрушен порывами ветра.
Несмотря на неудачи, Цеппелин продолжил работу, и в октябре того же, 1906 года, поднял в небо свой третий дирижабль — LZ 3. Он также был оборудован двумя двигателями мощностью 85 л. с. Одновременно с этим дирижабль был оборудован четырьмя горизонтальными стабилизаторами, между которыми находились рули управления (по 3 с каждой стороны). С целью управления аппаратом в вертикальном направлении были предусмотрены 4 специальных руля, установленных по обеим сторонам корпуса.
Ввиду того, что постройка каждого нового дирижабля стоила немалых денег, Цеппелин был вынужден отдать в залог ряд семейных ценностей, чтобы отыскать деньги на создание LZ-3. В сентябре 1907 года этот аппарат смог продержаться в воздухе 8 часов. Данный факт заставил военных обратить пристальное внимание на разработки Цеппелина, к которым они ранее не проявляли интереса. Несмотря на то, что в декабре 1907 г. бурей были разрушены понтоны вместе с плавучим эллингом, вследствие чего дирижабль получил серьёзные повреждения, со стороны военных поступил заказ на производство нового аппарата. Он должен был обладать следующими характеристиками: продолжительность полёта — 24 часа, дальность полёта — минимум 700 км, гарантированная способность дирижабля вернуться на аэродром после выполнения задания.

## Награды и почётные звания
Награды:
- Большой крест ордена «За военные заслуги» (Бавария)[12]
- Золотая медаль Луитпольда Баварского (Бавария)[12]
- Командор 2-го класса ордена Церингенского льва (Баден)[12]
- Большая золотая медаль «За искусство и науку» на ленте ордена Бертольда I (Баден)[12]
- Большой крест ордена Вюртембергской короны (королевство Вюртемберг)[12]
- Большой крест Вюртембергского ордена «За военные заслуги» (королевство Вюртемберг)[12]
- Большой крест ордена Фридриха (королевство Вюртемберг)[12]
- Большая золотая медаль «За искусство и науку» на ленте ордена Вюртембергской короны (Вюртемберг)[12]
- Золотая медаль Карла и Ольги (королевство Вюртемберг)[12]
- Почётный знак «За долгую службу» 1-го класса (королевство Вюртемберг)[12]
- Большой крест ордена Филиппа Великодушного (Гессен)[12]
- Орден Вендской короны (Мекленбург-Шверин)[12]
- Почётный знак «За заслуги в науке и искусстве» 1-го класса (Мекленбург-Шверин)[12]
- Крест «За военные заслуги» 2-го класса (Мекленбург-Шверин)[12]
- Орден Чёрного орла (королевство Пруссия, 1908)[12][13]
- Орден «Pour le Mérite für Wissenschaften und Künste» (королевство Пруссия)[12]
- Железный крест 2-го класса (Пруссия, 1870)[12]
- Орден Короны 1-го класса (Пруссия)[12]
- Орден Святого Иоанна Иерусалимского (королевство Пруссия)[12]
- Большой крест ордена Саксен-Эрнестинского дома (Саксен-Альтенбург, Саксен-Кобург-Гота, Саксен-Мейнинген)[12]
- Командор ордена Белого сокола (Саксен-Веймар-Эйзенах)[12]
- Орден Рутовой короны (Саксония)[12]
- Большой крест ордена Альбрехта (Саксония)[12]
- Орден Железной короны 3-й степени (Австро-Венгрия)[12]
- Почётный знак «За заслуги в науке и искусстве» (Австро-Венгрия)[12]
- Большой крест ордена Данеброг (Дания)[12]
- Орден Святого Владимира 3-й степени (Российская империя)[12]
- Орден Белого орла (Российская империя)[12]
- Орден Святой Анны 1-й степени (Российская империя)[12]
- Кавалер ордена Почётного легиона (Франция)[12]

Почётные звания:
- Почётный член Общества естественной истории в Вюртемберге (1910)[14]
- Почётный член Вюртембергского яхт-клуба
- Почётный гражданин Фридрихсхафена (1907),Констанца (1908), Вормса (1908), Штутгарта (1908), Мюнхена (1909), Линдау (1909), Бадена (1910), Ульма (1912)
- Почётный доктор Дрезденского технического университета[15]
- Почётный доктор Тюбингенского университета (1908)[16]